# Bitwa pod Korcem (IX 1920)

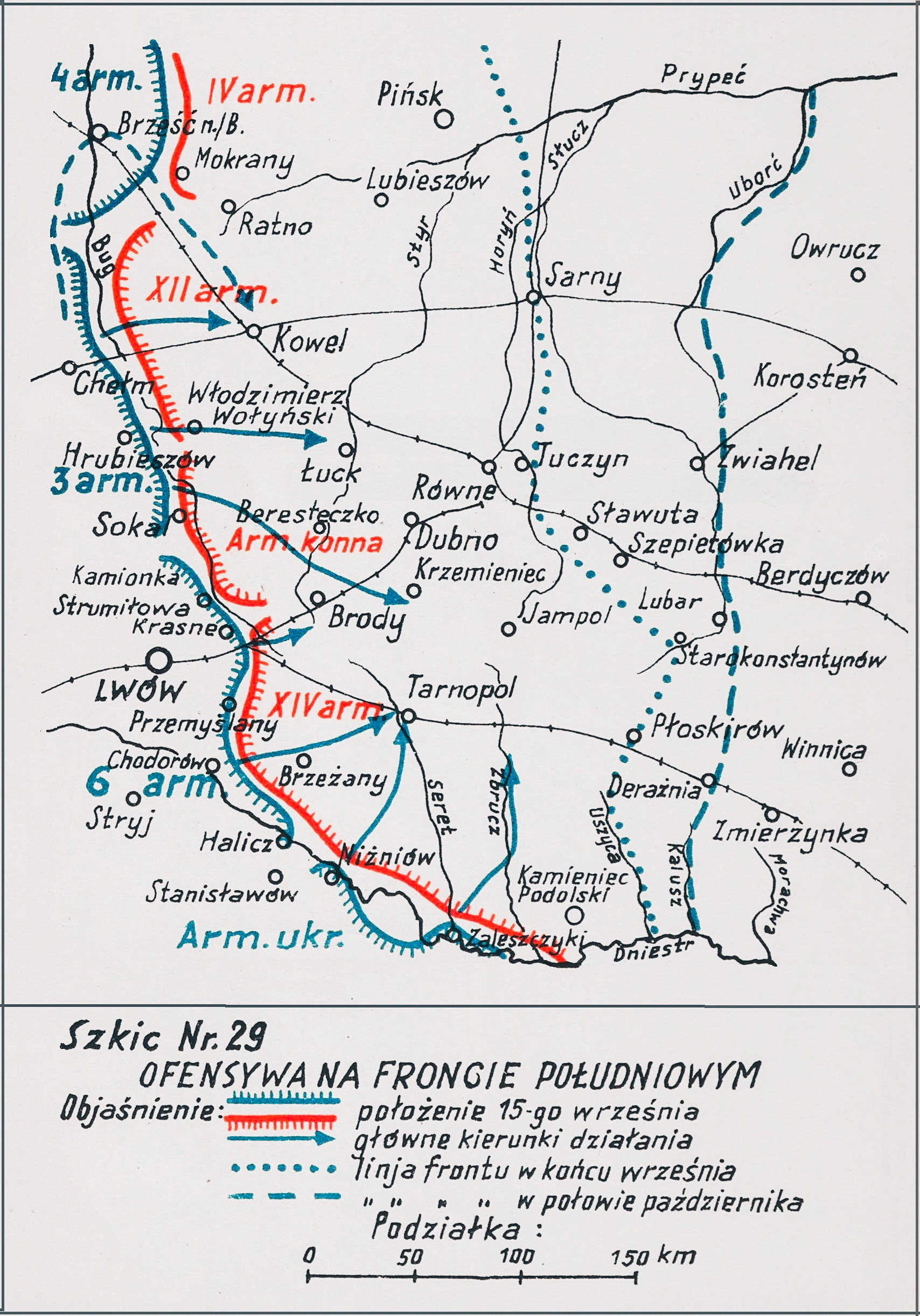
Adam Przybylski,
Wojna Polska 1918–1921

Bitwa pod Korcem – część wielkiej bitwy wołyńsko-podolskiej; walki polskiej 2 Dywizji Jazdy płk. Gustawa Orlicz-Dreszera z sowiecką 44 Dywizją Strzelców komdywa Iwana Dubowoja w czasie ofensywy jesiennej wojsk polskich na Ukrainie w okresie wojny polsko-bolszewickiej.

## Geneza
2 września, jeszcze w czasie walk pod Zamościem, Naczelne Dowództwo Wojska Polskiego zdecydowało, iż 3. i 6 Armia, po stosownym przegrupowaniu, około 10 września podejmą większą akcję zaczepną w kierunku wschodnim celem „nie tylko odrzucenia nieprzyjaciela poza granice Małopolski, lecz także rozbicia i zdezorganizowania jego sił tak, aby później można było utrzymać front przy użyciu słabych sił własnych". 3 Armia gen. Władysława Sikorskiego przystąpiła do działań 10 września. Wstępnym etapem był zagon grupy motorowej mjr. Włodzimierza Bochenka wyprowadzony z Włodawy, który przeprawił się przez Bug i następnego dnia opanował Kowel. Za nim ruszyło natarcie sił głównych armii, w tym jej grupa manewrowa – Korpus Jazdy gen. Juliusza Rómmla. Sowiecka 12 Armia cofała się w kierunku Łucka. Aby uniemożliwić przeciwnikowi zorganizowanie oporu na Styrze, dowódca 3 Armii wydał rozkaz opanowania Łucka. 16 września, działający na styku sowieckich 12 i 14 Armii Korpus Jazdy płk. Juliusza Rómmla, przy słabym oporze przeciwnika, sforsował Styr na południe od Łucka i ruszył na Równe. Wieczorem korpus dotarł do Stubli. W tym czasie pod Równem koncentrowała się 1 Armia Konna Siemiona Budionnego. Miała tam dokonać reorganizacji i przygotować się do akcji zaczepnej przeciwko wojskom polskim.

## Walczące wojska
| Jednostka                      | Dowódca                   | Podporządkowanie     |
| Wojsko Polskie                 |                           |                      |
| dowództwo Korpusu Jazdy        | płk Juliusz Rómmel        | 3 Armia              |
| ⇒ 2 Dywizja Jazdy              | płk Gustaw Orlicz-Dreszer | Korpus Jazdy         |
| ⇒ 1 Dywizja Jazdy              | płk Juliusz Rómmel        | Korpus Jazdy         |
| Armia Czerwona                 |                           |                      |
| dowództwo 44 Dywizji Strzelców | komdyw. Iwan Dubowoj      | 12 Armia             |
| ⇒ brygada strzelców 44 DS      |                           | 44 Dywizja Strzelców |

## Walki pod Korcem
W pościgu za cofającymi się wojskami 12 Armii Nikołaja Kuźmina, 21 września Korpus Kawalerii płk. Juliusza Rómmla osiągnął linię Horynia. Tutaj, z braku amunicji, pościg przerwano. W tym czasie na wschód od Horynia 1 Armia Konna Siemiona Budionnego uzupełniała swoje stany i reorganizowała się. Według polskiego wywiadu, Siemion Budionny, wraz ze swoim sztabem, miał kwaterować w Korcu. W tej sytuacji dowódca Korpusu Jazdy płk Rómmel zaproponował dokonanie zagonu na Korzec. Plan zakładał sforsowanie Horynia pod Aleksandrią i obejście północnego skrzydła 1 Armii Konnej.
26 września o świcie Korpus Jazdy ruszył do działań. Zadanie główne wykonywała 2 Dywizja Jazdy. Maszerowała ona przez Pustomyty i Daniczów na Korzec, a 1 Dywizja Jazdy ubezpieczała ją z kierunku Międzyrzecza i Samostrieły. Około 15.00 grupa uderzeniowa dotarła pod Korzec, częścią sił obeszła miasto od wschodu i uderzyła na stacjonującą tam brygadę 44 Dywizji Strzelców. Zaskoczenie Sowietów było całkowite. Polscy ułani wzięli do niewoli kilkuset jeńców, zdobyli 6 armat i 10 ckm-ów. Nie zrealizowano jednak głównego celu działania, jakim było zniszczenie sztabu 1 Armii Konnej i jej oddziałów. Te odmaszerowały wcześniej w kierunku na Berdyczów.